# 廣播音樂公司
廣播音樂公司是美國兩家主要的表演藝術著作權保護組織之一，另外一家是美國作曲家、作家和發行商協會。公司代表詞曲作家、作曲家及音樂出版社收取版權費用，並向這些作品被納用的版權持有人分發版稅。在2013年財政年度，廣播音樂公司所得的版權費用超過9.44億美元，版稅發放金額達到8.14億美元。
廣播音樂公司的詞曲作家創作了許多不同類型的音樂作品，包括流行音樂、鄉村音樂、死亡金屬及嘻哈。公司代表的藝人有黛咪·洛瓦特、五佳人、小韋恩、鳥人、瑪麗亞·凱莉、女神卡卡、泰勒·斯威夫特、阿姆、蕾哈娜、夏奇拉、山姆·庫克、威利·納爾遜、胖子多明諾及桃莉·巴頓等，樂隊方面涵蓋魔力紅、伊凡塞斯、五分錢合唱團及聯合公園，作曲家則有哈利·葛瑞森-威廉斯、約翰·威廉士、丹尼·葉夫曼及音樂詞曲作家謝爾曼兄弟。公司還代理邁克爾·傑克遜的音樂商品目錄公司索尼/聯合電視音樂出版，索尼/聯合電視音樂出版擁有這位已故藝人的音樂，同時是世界上最大的音樂出版社。

## 歷史
在1930年代，電台開始盛行，收聽的民眾大幅增加，成為音樂娛樂的一個主要的途徑，對唱片銷售及現場表演造成了打擊。大蕭條亦令藝人通過唱片銷售所得的收入大幅減少。超過二十年以來都處於領導地位的版稅及版權收費機構美國作曲家、作家和發行商協會要求電台要認購全面的版權，不論電台要從協會的清單上播放多少數量的音樂，使協會可以從電台的收入當中獲得分成。美國作曲家、作家和發行商協會在1940年大幅提高收費。全美廣播事業者聯盟於是成立廣播音樂公司，為電台提供一個比美國作曲家、作家和發行商協會更廉價的選擇，在演藝版權的市場上形成了競爭。
絕大部分的美國電台在1941年都不再購買美國作曲家、作家和發行商協會的版權，放棄播放協會的音樂，轉而購買廣播音樂公司的音樂版權。美國司法部在1940年代對廣播音樂公司及美國作曲家、作家和發行商協會提出起訴，指控這種集體授權的行為限制了商業活動，雙方達成了同意令，使這兩家版權收費機構的營運都受到監督。
為了與地位穩固的美國作曲家、作家和發行商協會競爭，廣播音樂公司於是尋找美國作曲家、作家和發行商協會忽略及不重視的藝人，又收購了大量由獨立出版社持有的音樂版權，與美國作曲家、作家和發行商協會的合同即將到期的出版社所持有的音樂版權亦是廣播音樂公司的收購對象。為了吸納新的作曲家，廣播音樂公司提出以逐次播放計費的形式向作曲家及出版社支付版權費，而美國作曲家、作家和發行商協會則以兩級制計費，只有成名的作曲家可以獲得較高的版權費。雖然廣播音樂公司當初成立的目的是向電台收取版稅，但公司卻成為美國第一家代表藍調、爵士樂、節奏藍調、福音音樂、鄉村音樂、民間音樂及拉丁美洲音樂作曲家的演藝版權機構。在1940年代及1950年代，廣播音樂公司是鄉村音樂及節奏藍調藝人的主要版權機構，美國作曲家、作家和發行商協會則較著重於著名的流行音樂藝人。與此同時，廣播音樂亦將版圖擴大至古典音樂，目前代表美國藝術暨文學學會的大部分作曲家會員及普利策音樂獎的31位得獎者。

## 業務
廣播音樂公司向音樂用家發放版權許可，包括電視台及電台；互聯網及播客、電話鈴聲、回鈴音等手機服務；XM及天狼星等衛星廣播服務；夜總會、的士高、酒店、酒吧及餐廳；交響樂團、音樂會樂隊及傳統的室內樂團；電子自動點唱機；現場音樂會。
廣播音樂公司追蹤850萬件音樂作品的演出，代收版權費並向代理的超過600,000位詞曲作家、作曲家及音樂出版社發放版稅。廣播音樂公司在亞特蘭大、洛杉磯、邁阿密、納什維爾、紐約及波多黎各都設有辦公室。

## 獎項
廣播音樂公司每年都會舉辦頒獎典禮表揚旗下表現最傑出的歌曲的詞曲作家、作曲家及音樂出版社，包括拉丁音樂獎、流行音樂獎、電影/電視獎、都市音樂獎、鄉村音樂獎、基督教音樂獎及福音音樂開拓獎。

## 註腳
1. ↑  Zelezny（2010年），第342页
2. ↑  Erenberg（1999年），第163页
3. ↑  Eldridge（2008年），第95页
4. ↑  Baskerville & Baskerville（2010年），第274页
5. ↑  Benz，Mago & Timmerman（2014年），第196页
6. ↑  Sterling & O'Dell（2011年），第120页
7. ↑  Landolt（2006年），第312页